# Большие Лединки
Большие Лединки — деревня в Старицком районе Тверской области. Входит в состав Ново-Ямского сельского поселения.

## География
Находится в южной части Тверской области на расстоянии приблизительно 5 км на юг от районного центра города Старица.

## История
Деревня была отмечена ещё на карте 1825 года. В 1859 году здесь (деревня Старицкого уезда) было учтено 34 двора.

## Население
Численность населения: 286 человек (1859 год), 71 (русские 86 %) в 2002 году, 48 в 2010.